# Yannick Pandor
Yannick Pandor (Marsiglia, 1º maggio 2001) è un calciatore comoriano, portiere del Francs Borains, in prestito dal Lens, e della nazionale comoriana.

## Carriera

### Club
Pandor ha iniziato la sua carriera calcistica nel 2018, quando ha firmato un contratto con il Lens venendo assegnato alla seconda squadra. Ha debuttato il 4 maggio 2019 nell'incontro di Championnat National 2 perso 3-1 contro il Créteil-Lusitanos. A partire dal 2021 ha iniziato a ricevere delle convocazioni con la prima squadra, ed il 27 giugno 2022 ha firmato il suo primo contratto professionistico.

### Nazionale
Ha giocato nella nazionale comoriana Under-20.
Il 25 marzo 2022 ha debuttato con la nazionale maggiore comoriana nell'amichevole vinta 1-2 contro l'Etiopia.

## Statistiche

### Presenze e reti nei club
Statistiche aggiornate al 11 giugno 2024.
| Stagione        | Squadra         | Campionato      | Campionato | Campionato | Coppe nazionali | Coppe nazionali | Coppe nazionali | Coppe continentali | Coppe continentali | Coppe continentali | Altre coppe | Altre coppe | Altre coppe | Totale | Totale | Totale |
| Stagione        | Squadra         | Comp            | Pres       | Reti       | Comp            | Pres            | Reti            | Comp               | Pres               | Reti               | Comp        | Pres        | Reti        | Pres   | Reti   |        |
| --------------- | --------------- | --------------- | ---------- | ---------- | --------------- | --------------- | --------------- | ------------------ | ------------------ | ------------------ | ----------- | ----------- | ----------- | ------ | ------ | ------ |
| 2018-2019       | Lens 2          | N2              | 1          | -3         |                 | -               | -               |                    | -                  | -                  |             | -           | -           | 1      | -3     |        |
| 2019-2020       | Lens 2          | N2              | 5          | -5         |                 | -               | -               |                    | -                  | -                  |             | -           | -           | 5      | -5     |        |
| 2020-2021       | Lens 2          | N2              | 5          | -9         |                 | -               | -               |                    | -                  | -                  |             | -           | -           | 5      | -9     |        |
| 2021-2022       | Lens 2          | N2              | 19         | -28        |                 | -               | -               |                    | -                  | -                  |             | -           | -           | 19     | -28    |        |
| 2022-2023       | Lens 2          | N3              | 14         | -15        |                 | -               | -               |                    | -                  | -                  |             | -           | -           | 14     | -15    |        |
| 2023-2024       | Lens 2          | N3              | 19         | -18        |                 | -               | -               |                    | -                  | -                  |             | -           | -           | 19     | -18    |        |
| Totale carriera | Totale carriera | Totale carriera | 63         | -78        |                 | -               | -               |                    | -                  | -                  |             | -           | -           | 63     | -78    |        |

### Cronologia presenze e reti in nazionale
| Cronologia completa delle presenze e delle reti in nazionale ― Comore | Cronologia completa delle presenze e delle reti in nazionale ― Comore | Cronologia completa delle presenze e delle reti in nazionale ― Comore | Cronologia completa delle presenze e delle reti in nazionale ― Comore | Cronologia completa delle presenze e delle reti in nazionale ― Comore | Cronologia completa delle presenze e delle reti in nazionale ― Comore | Cronologia completa delle presenze e delle reti in nazionale ― Comore | Cronologia completa delle presenze e delle reti in nazionale ― Comore |
| Data                                                                  | Città                                                                 | In casa                                                               | Risultato                                                             | Ospiti                                                                | Competizione                                                          | Reti                                                                  | Note                                                                  |
| --------------------------------------------------------------------- | --------------------------------------------------------------------- | --------------------------------------------------------------------- | --------------------------------------------------------------------- | --------------------------------------------------------------------- | --------------------------------------------------------------------- | --------------------------------------------------------------------- | --------------------------------------------------------------------- |
| 25-3-2022                                                             | Iconi                                                                 | Comore                                                                | 2 – 1                                                                 | Etiopia                                                               | Amichevole                                                            | -1                                                                    | 46’                                                                   |
| 27-9-2022                                                             | Casablanca                                                            | Burkina Faso                                                          | 2 – 1                                                                 | Comore                                                                | Amichevole                                                            | -2                                                                    | 46’                                                                   |
| 17-6-2023                                                             | Soweto                                                                | Lesotho                                                               | 0 – 1                                                                 | Comore                                                                | Qual. Coppa d'Africa 2023                                             | -                                                                     |                                                                       |
| 25-3-2024                                                             | Marrakech                                                             | Comore                                                                | 0 – 0                                                                 | Angola                                                                | Amichevole                                                            | -                                                                     |                                                                       |
| 11-6-2024                                                             | Oujda                                                                 | Ciad                                                                  | 1 – 0                                                                 | Comore                                                                | Qual. Mondiali 2026                                                   | -                                                                     |                                                                       |
| 4-9-2024                                                              | Iconi                                                                 | Comore                                                                | 1 – 1                                                                 | Gambia                                                                | Qual. Coppa d'Africa 2025                                             | -1                                                                    |                                                                       |
| 9-9-2024                                                              | Radès                                                                 | Madagascar                                                            | 1 – 1                                                                 | Comore                                                                | Qual. Coppa d'Africa 2025                                             | -1                                                                    |                                                                       |
| 11-10-2024                                                            | Radès                                                                 | Tunisia                                                               | 0 – 1                                                                 | Comore                                                                | Qual. Coppa d'Africa 2025                                             | -                                                                     |                                                                       |
| 15-10-2024                                                            | Abidjan                                                               | Comore                                                                | 1 – 1                                                                 | Tunisia                                                               | Qual. Coppa d'Africa 2025                                             | -1                                                                    |                                                                       |
| 15-11-2024                                                            | Berkane                                                               | Gambia                                                                | 1 – 2                                                                 | Comore                                                                | Qual. Coppa d'Africa 2025                                             | -1                                                                    |                                                                       |
| 20-3-2025                                                             | Berkane                                                               | Comore                                                                | 0 – 3                                                                 | Mali                                                                  | Qual. Mondiali 2026                                                   | -3                                                                    |                                                                       |
| Totale                                                                |                                                                       | Presenze                                                              | 11                                                                    |                                                                       | Reti                                                                  | -10                                                                   |                                                                       |